# 若阿金戈麦斯
若阿金戈麦斯是巴西阿拉戈斯州的一个市镇。总面积238.6平方公里，总人口21730人，人口密度91.1人/平方公里。